# الدیا سالتو
الدیا سالتو (به اسپانیایی: Aldea Salto) یک منطقهٔ مسکونی در آرژانتین است که در ایالت انتره ریوز واقع شده‌است.